# Repicatalons rústic

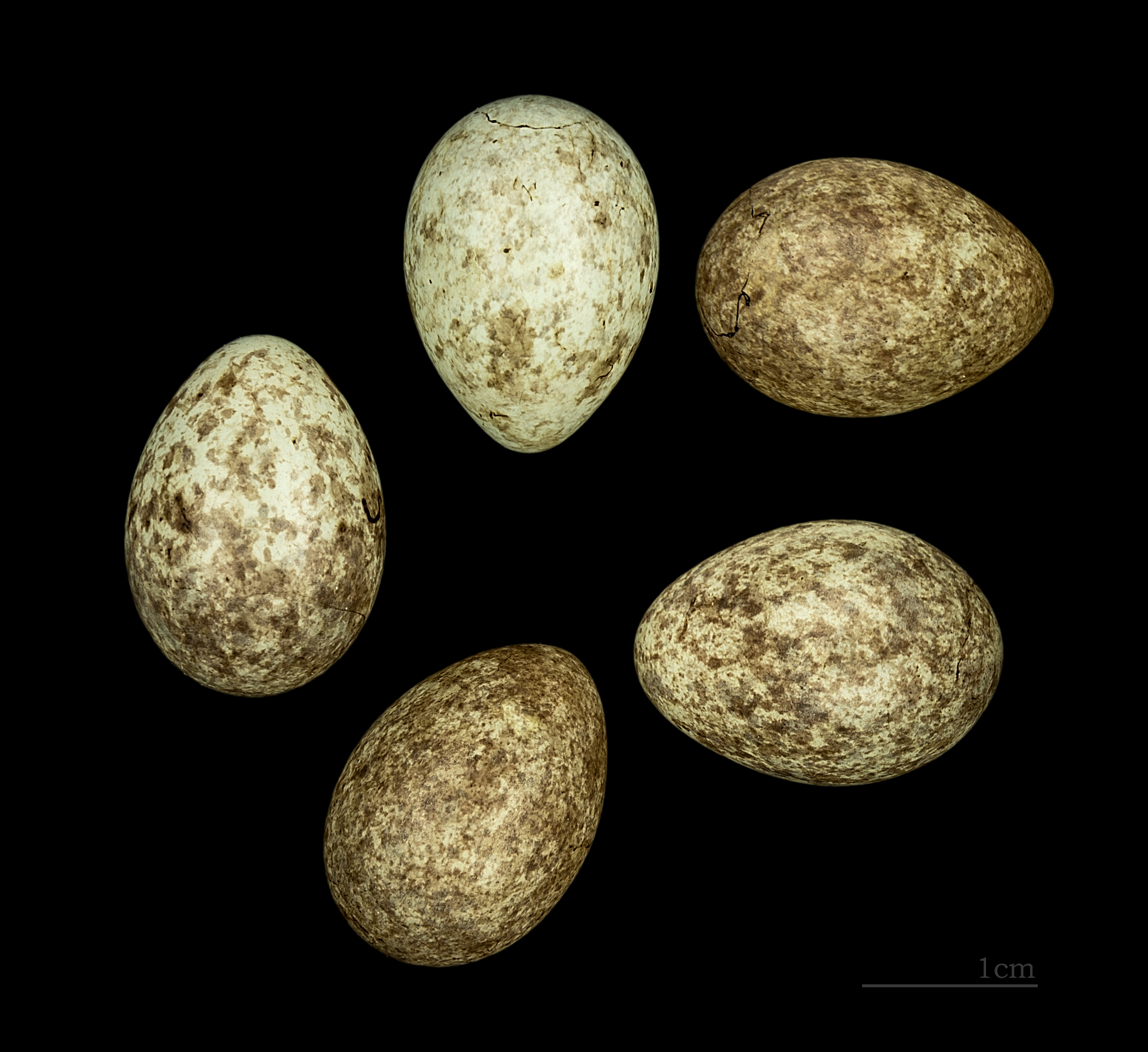
Ous d'Emberiza rustica.

El repicatalons rústic (Emberiza rustica) és una espècie d'ocell de la família dels emberízids (Emberizidae) que habita zones arbustives, matolls, boscos i taigà prop de rierols des del nord de Suècia cap a l'est, per Finlàndia, Rússia europea i Sibèria fins Txukotka i Kamtxatka pel nord i Mongòlia, Massís de l'Altai, Tuva i nord de l'illa Sakhalín, pel sud.

## Taxonomia
Dues importants autoritats taxonòmiques consideren que existeixen dues subespècies:
- E. r. rustica (Pallas, 1776) - taigà del nord d'Euràsia fins a la Xina i el Japó.
- E. r. latifascia (Portenko, 1930) - taigà del nord-est de Sibèria (de Iakutsk a Kamtxatka).

Altres també importants consideren que el repicatalons rústic és una espècie monotípica